# Жданово (Сакмарський район)
Жда́ново (рос. Жданово) — село у складі Сакмарського району Оренбурзької області, Росія.

## Населення
Населення — 160 осіб (2010; 179 у 2002).
Національний склад (станом на 2002 рік):
- росіяни — 68 %
- казахи — 26 %